# 峄山
峄山，古称东山，位于中华人民共和国山东省邹城市区南10公里处，海拔582米，约形成于25亿年前，属花岗岩构成的山岳型自然保护区，是国家4A级旅游景区，省级风景名胜区，国家级森林公园，省级地质公园。《孟子·尽心上》的“孔子登东山而小鲁，登泰山而小天下”中的“东山”说的便是此山。

## 地理位置
峄山位于中华人民共和国104国道及京沪铁路东侧，距离曲阜市20公里，济南市150公里，徐州市150公里，邹城火车站10公里，兖州火车站25公里，京福高速公路峄山出口3公里。

## 景观

峄山四大书院：峄阳书院是2010年在原址复建的，原书院是乾隆十一年邹县县令方鸣球为“兴一代文明之治”“振兴文教”所建。根据《梁山伯祝英台墓碑记》记载此书院曾为其二人读书之所。另有诗为证：
|  | 古峄阳因孤桐芳，春秋万世著华章；孤桐敬献大王禹，祖龙何由不铭榜? |

孤桐书院始建于明正德年间，现已不存，原为古代官办学堂，附近有“峄阳孤桐”“形为累卵”等明清时期摩崖刻石，其名源于《尚书·禹贡》中的“峄阳孤桐”。春秋书院为孔子传授学问之所，为一巨大岩石下的洞穴，洞内包含至圣先师碑、至圣图像碑、至圣先师神位碑、颜曾思孟四神位碑等。子思书院传闻是孔子孙子孔伋（字子思）弘扬儒学之所，另根据元代峄山图所示，峄山下曾经建有子思祠。
峄山五大奇观：凉水盆，也称天关。位于南华观西北滴翠涧，涌雪溪之上，与神女洞紧密相连，洞中有一仙源池，昼夜不停流淌。另外四个为空中楼阁、云砌桥、八卦石與小鲁台。峄山八段锦：夕照拾萃、灵官在此、路转溪头、驾鹤仙游、巍峨穿云、泉涌瀛洲、萍水云澜、“子不语”碑。峄山十二福地：太平兴国寺、通明天宫、碧桃庵、邾文公祠、大龙口、纪王棚、衲云庵、尹氏庄、峄阳书院、圣水泉、碧云庵、徐八寨，其中太平兴国寺为十二福地之首，始建于北宋大中祥符元年（1008年），第二次重修在明天顺七年（1463年），由寺僧诚庆法师组织，第三次重修在明万历十四年（1586年），由明神宗下旨重修，第四次重修是在清顺治十二年（1655年）。峄山二十四景：五华峰、甘露池、白云宫、观海石、插花石、纪子墓、丹丸峰、仙人棚、炼丹峪、大通崖（亦名大通岩）、莲池、日石、隐仙洞、南华观、鱼池、金仙庵（又名金线庵）、半山亭、孤桐书院、钟石、鼓石、书门、来鹤庵、纪王城、船石。其中五华峰为峄山主峰，并为二十四景之首。此外还有三十六洞天，七十二名石等景色。
峄山摩崖刻经，包含五华峰“光风霁月”石上的和山腰乌龙石妖精洞侧的内容均为《文殊般若经》的刻经。其中五华峰刻经纵2.5米，横6.2米，7行，共98字，由于风化现存72字。妖精洞刻经朝东，竖4.5米，宽3.1米，经文7行，98字现存75字，由于右上角题字“斛律太保家客邑主董珍陀”，根据《北史·北齐书》中斛律太保的记述证明此刻经刻于北齐武平三年（573年）。现此刻经为山东省文物保护单位之一。

## 相关景区
峄山国家森林公园的范围包括峄山、田黄、城前、大束、香城和张庄六个镇，分为峄山、吴宝庵、十八盘和孟林四个景区，总面积2136.50公顷。其中位于城前镇的城前遗址是中华人民共和国山东省文物保护单位之一。

## 延伸阅读
[在维基数据编辑]
 《欽定古今圖書集成·方輿彙編·山川典·嶧山部》，出自陈梦雷《古今圖書集成》